# Jehovac
Jehovac je naseljeno mjesto u općini Kiseljak, Federacija Bosne i Hercegovine, BiH.

## Stanovništvo

### 1991.
Nacionalni sastav stanovništva 1991. godine, bio je sljedeći:
ukupno: 479
- Hrvati - 379
- Muslimani - 83
- Srbi - 1
- Jugoslaveni - 9
- ostali, neopredijeljeni i nepoznato - 7

### 2013.
Nacionalni sastav stanovništva 2013. godine, bio je sljedeći:
ukupno: 591
- Hrvati - 498
- Bošnjaci - 85
- Srbi - 6
- ostali, neopredijeljeni i nepoznato - 2